# Niagara Fools
Niagara Fools (Vamos ás Cataratas no Brasil) é o 74º curta de desenho animado da série Woody Woodpecker. Lançado no cinema em 22 de outubro de 1956, o filme foi produzido pela Walter Lantz Productions e distribuído pela Universal International. 

## Enredo
O guarda do parque nas Cataratas do Niágara se orgulha de seu histórico impecável de impor a proibição relacionada a atravessar as cataratas em um barril. Pica-Pau está no meio da multidão e decide instantaneamente tentar. O guarda tenta incessantemente impedir Pica-Pau de ter sucesso, mas acaba em um barril passando por cima das quedas todas as vezes, para o deleite dos turistas que olham, que comemoram alto. Eventualmente, o guarda leva seu distrito com ele. O resultado final faz com que toda a tripulação passe por cima das quedas em barris. A tripulação tenta prender Pica-Pau enviando-o ao Polo Norte, mas eles conseguem enviar seu superior ao Polo Norte. Ele viaja 10.000 milhas (o tempo todo, Pica-Pau está cantarolando a valsa "Over the Wave", e o guarda alternadamente dizendo "Mush!/Marche!") de volta às Cataratas do Niágara. Finalmente, depois de outra briga com o pássaro por estar em um barril, com o resultado inevitável, Pica-Pau se junta ao guarda, vestido como um policial, e dá a ele uma multa por descer as cataratas em um barril.

## Recepção
O Niagara Fools se tornou um grande sucesso no Brasil trinta anos após seu lançamento em 1986, e ainda é popular no país hoje. É tão grande lá que se tornou sinônimo do personagem, sendo o primeiro curta que vem à mente sempre que as pessoas falam sobre Pica-Pau.
Em uma ação publicitária em 2017, para divulgação de Pica-Pau,o filme, o Pica-Pau visitou as Cataratas de Foz do Iguaçu, e junto de outras pessoas vestindo capas amarelas, repetiram a famosa cena do desenho.

## Outras mídias
- Em 2008, foi lançado o jogo para celular Woody Woodpecker In Waterfools (Pica-Pau em Cataratas em português), foi publicado pela Glu Mobile.[3]
- O curta-metragem pode ser visto como um segmento pós-créditos no recurso híbrido de ação ao vivo /animação de 2017, Woody Woodpecker. Uma ação de marketing para o filme foi feita nas Cataratas de Foz do Iguaçu, Paraná, Brasil.[4]
- No episódio "Pulando na cachoeira" (Fall Guy) da websérie de 2018, Pica-Pau tenta atravessar as Cataratas de Foz do Iguaçu num barril.[5]

### Web
- Cooke, Jon, Komorowski, Thad, Shakarian, Pietro e Tatay, Jack. " 1956 ". A Enciclopédia Walter Lantz Cartune .| - v - d - e Pica-Pau | - v - d - e Pica-Pau                                                                            |
| -------------------- | ----------------------------------------------------------------------------------------------- |
| Criadores            | Walter Lantz • Ben Hardaway                                                                     |
| Personagens          | \| Principais \| Pica-Pau \| \| Secundários \| Picolino • Andy Panda \|                         |
| Séries de televisão  | Pica Pau e seus Amigos (1957-1960) • O Novo Pica-Pau (1999-2003) • Pica-Pau (2018 - atualmente) |
| Videogame            | Férias Frustradas do Pica-Pau (1996)                                                            |
| Filmes               | Pica-Pau (2017) • Woody Woodpecker Goes to Camp (2024)                                          |
| Relacionados         | Lista de episódios • Walter Lantz Productions                                                   |
| Principais           | Pica-Pau                                                                                        |
| Secundários          | Picolino • Andy Panda                                                                           |